# Machimus brevis
Machimus brevis är en tvåvingeart som beskrevs av Martin 1975. Machimus brevis ingår i släktet Machimus och familjen rovflugor. Inga underarter finns listade i Catalogue of Life.